# Disputació de cinc savis
Disputació de cinc savis és un llibre escrit per Ramon Llull el 1294.

## Història
Va ser presentada als papes Celestí V i Bonifaci VIII en el moment de viatges de Llull a Roma. Es tracta del primer llibre ecumènic escrit a Occident. L'autor posa en escena la confrontació d'idees entre les famílies orientals allunyades de Roma : ortodoxos, nestorians, jacobins — d'una part — i musulmans d'altra part.

## Anàlisis
Llull aplica aquí dues teories importants: la de les dignitats i la dels cor relatius. Dit això, no aconsegueix fer servir el seu Ars per a descobrir els ressorts del text. Hi exposa els grans principis del seu pensament, així com els seus temes clàssics, la seva missió de conversió al cristianisme, tot i que fins i tot excedeix dels problemes religiosos.